# Liste der Monuments historiques in Villeseneux
Die Liste der Monuments historiques in Villeseneux führt die Monuments historiques in der französischen Gemeinde Villeseneux auf.

## Liste der Objekte
| Bezeichnung                     | Beschreibung                             | Standort                                     | Kennzeichnung | Schutzstatus | Datum | Bild |
| ------------------------------- | ---------------------------------------- | -------------------------------------------- | ------------- | ------------ | ----- | ---- |
| Skulptur Madonna mit Kind       | Holz, einfarbig gefasst, 17. Jahrhundert | in der Kirche Assomption-de-la-Vierge (Lage) | PM51002546    | Inscrit      | 1977  |      |
| Gemälde Taufe Christi           | Ölfarbe auf Holz, 18. Jahrhundert        | in der Kirche Assomption-de-la-Vierge (Lage) | PM51002468    | Inscrit      | 1976  |      |
| Kommuniontisch                  | Schmiedeeisen, 18. Jahrhundert           | in der Kirche Assomption-de-la-Vierge (Lage) | PM51002467    | Inscrit      | 1976  |      |
| Hauptaltar                      | Holz, farbig gefasst, 18. Jahrhundert    | in der Kirche Assomption-de-la-Vierge (Lage) | PM51001185    | Classé       | 1960  |      |
| Grabstein für Germain de Gaulle | Marmor, bezeichnet 1771                  | in der Kirche Assomption-de-la-Vierge (Lage) | PM51001186    | Classé       | 1977  |      |
| Skulptur Heiliger Sebastian     | Holz, einfarbig gefasst, 17. Jahrhundert | in der Kirche Assomption-de-la-Vierge (Lage) | PM51002547    | Inscrit      | 1977  |      |
| Triumphbogen und -kreuz         | Holz, farbig gefasst, bezeichnet 1724    | in der Kirche Assomption-de-la-Vierge (Lage) | PM51002470    | Inscrit      | 1976  |      |
| Skulptur Heiliger Stefan        | Stein, 16. Jahrhundert                   | in der Kirche Assomption-de-la-Vierge (Lage) | PM51002469    | Inscrit      | 1976  |      |
| Wandvertäfelung des Chorraums   | Holz, 18. Jahrhundert                    | in der Kirche Assomption-de-la-Vierge (Lage) | PM51001184    | Classé       | 1960  |      |